# Marylebone High Street
Marylebone High Street est une rue de la ville de Londres, Royaume-Uni.

## Situation et accès
Parallèle à Baker Street, elle commence à la hauteur de Blandford Street, où elle prolonge Thayer Street, et se termine à Marylebone Road. Orientée sud-nord, elle est longue d’environ 550 m. 
À son extrémité nord, elle est desservie par les lignes  Bakerloo  Circle  Hammersmith & City, à la station Baker Street, et par la ligne  Bakerloo à la station Regent's Park. Côté sud, la station de métro la plus proche est Bond Street, desservie par les lignes  Central  Jubilee.
Marylebone High Street, bordée de commerces, est la principale rue du quartier mais elle ne doit pas être confondue avec Marylebone Road, une route majeure du quartier, qu'elle rejoint au nord.

## Origine du nom
Au XVe siècle, une église dédiée à la Vierge Marie, qui n’existe plus de nos jours, est construite sur la rive de la rivière Tyburn, à l’endroit où se trouve aujourd’hui un petit jardin du souvenir à l’extrémité nord de la rue. Le quartier prend alors le nom de Maryburne - Mary by the stream -, qui va évoluer jusqu’à celui de Marylebone, peut-être par analogie avec St Mary-le-Bow.

## Bâtiments remarquables et lieux de mémoire

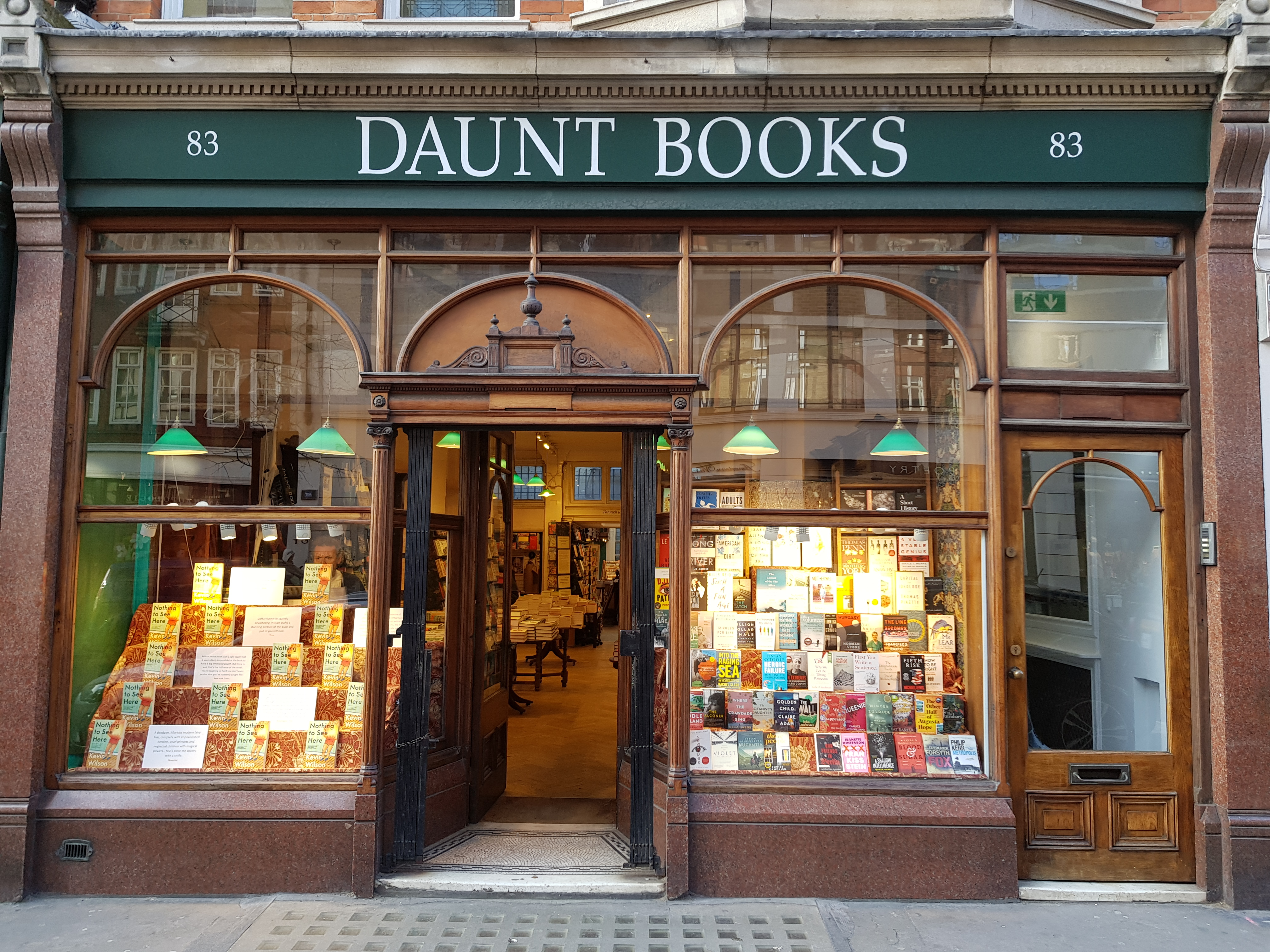
No 83 : la librairie Daunt Books.

- No 58 : mémorial de l’écrivain Charles Dickens.
- No 65 : petit jardin du souvenir, aménagé à l’endroit où se trouvait la première église St Mary ; on y trouve un monument dédié à la mémoire du théologien Charles Wesley (1707-1788).
- No 71 : pub Prince Regent, bâtiment classé de grade II[2].
- No 79 : restaurant Coco Momo, anciennement pub The Old Rising Sun, bâtiment classé de grade II[2] (1866).
- Nos 83-84 : librairie Daunt Books, depuis 1908.